# Flemming Stein
Flemming Stein (* 1996 in Hamburg) ist ein deutscher Schauspieler, Synchronsprecher sowie Hörbuch- und Hörspielsprecher.

## Leben
Stein wirkte seit seiner Kindheit in vielen Synchron- und Hörspielproduktionen mit. Bekanntheit erlangte Steins Stimme vor allem durch die Synchronisationen von Joe Keery in der US-amerikanischen Drama-Serie  Stranger Things sowie Jimmy Pesto Jr. in der US-amerikanischen Zeichentrickserie Bob’s Burgers.
Zu den von ihm synchronisierten Filmschauspielern zählen unter anderem Tanner Buchanan und Joe Keery.

## Synchronisation (Auswahl)
Tanner Buchanan
- 2016–2019: Designated Survivor als Leo Kirkman
- 2019: Anything als Jack Sachman
- 2018–2025: Cobra Kai als Robby Keene

Joe Keery
- Seit 2016: Stranger Things als Steve Harrington

Filme
- 2006: Schwimmen mochte ich noch nie als Tommaso 'Tommi' Benetti
- 2008: Midnight Movie als Timmy
- 2008: Strictly Ballroom – Die gegen alle Regeln tanzen als Luke
- 2010: The Babysitters als Mikey Beltran
- 2011: Eine Prinzessin zu Weihnachten als Milo Huntington
- 2011: Sons of Norway als Nikolaj
- 2012: Mud als Ellis
- 2013: Hakuoki: The Movie – Wild Dance of Kyoto als Susumu Yamazaki
- 2014: Earth to Echo – Ein Abenteuer so groß wie das Universum als Tuck Simms
- 2014: The Last: Naruto the Movie als Boruto Uzumaki
- 2014: Paper Angels als Thomas Brandt
- 2015: Jeremias – Zwischen Glück und Genie als Raúl
- 2015: Lila & Eve – Blinde Rache als Stephon
- 2015: Mark & Russell’s Wild Ride als Russell
- 2015: Mein treues Pferd 'Bär' als Ethan
- 2015: Submerged – Gefangen in der Tiefe als Dylan
- 2016: Barry als Buzz
- 2016: Es war einmal … nach Roald Dahl als Hans
- 2016: The Good Neighbor – Jeder hat ein dunkles Geheimnis als Sean
- 2016: Herzstein als Kristján
- 2016: The Horde – Die Jagd hat begonnen als Derrick Manning
- 2016: Jenseits der Berge als Omri Greenbaum
- 2017: 100% Coco als Bruno
- 2017: Ghost Stories als Simon Rifkind
- 2017: Kings als Jesse Cooper
- 2017: Mister Before Sister als Demarius
- 2017: Mudbound als Marlon Jackson
- 2017: Die Münzraub-AG als Dylan
- 2017: SPF-18 als Ash Baker
- 2017: Super Dark Times als Josh
- 2017: Sidney Hall als Henry Crowe
- 2018:  Der Eisdrache und die Legende der blauen Blumen als Leif
- 2018: Die Falken – Alle für einen als Finnur
- 2018: Flavors of Youth als Limo
- 2018: Godzilla: Eine Stadt am Rande der Schlacht als Josh Emerson
- 2018: Leave No Trace als Isaiah
- 2018: Luis und die Aliens als Mog
- 2018: Operation Red Sea als Li Dong
- 2018: Slaughterhouse Rulez als Don Wallace
- 2018: Sobibor als Toowi
- 2018: Squadron 303 – Luftschlacht um England als Wojtowicz
- 2018: The Unthinkable als Alex
- 2019: Guests – Das Tor zur Hölle als Vadik
- 2019: Pegasus: Das Pferd mit den magischen Flügeln als Peter
- 2019: The Poison Rose – Dunkle Vergangenheit als Happy Chandler
- 2019: Von wegen altes Eisen als Rémi
- 2020: To All the Boys: P.S. I Still Love You als John Ambrose McClaren
- 2023: Low Tide als Alan (Keean Johnson)
- 2023: Menschliche Dinge als Alexandre Farel (Ben Attal)

Serien
- 2004–2006: Rodney als Bo Hamilton
- 2007–2017: Naruto als Nawaki
- 2009–2011: Connor Undercover als Ty Heath
- 2010–2013: Dance Academy – Tanz deinen Traum! als Ari Lieberman
- Seit 2011: Bob’s Burgers als Jimmy Pesto Jr.
- 2013–2015: Voll Vergeistert als Miles Preston
- 2013–2018: The Tunnel – Mord kennt keine Grenzen als Adam Roebuck
- 2014: Fargo als Moe Hess
- Seit 2014: Seven Deadly Sins als Arthur Pendragon
- 2014–2015: Strange Empire als Neill
- 2014–2015: Chasing Life als Jeremy
- 2015: Comet Lucifer als Patrick Yang
- 2015: Ein Fall für TKKG als Klößchen
- 2015–2019: Game Shakers – Jetzt geht’s App als Landru
- 2015: Jung & vielversprechend als Henrik
- 2015: Die Nachtwache als Vladimir
- 2015: Norskov als Klemme
- 2015–2019: Unbreakable Kimmy Schmidt als Banana Boy
- 2016: And You Thought There Is Never a Girl Online? als Yuyun
- 2016: Beowulf als Red
- 2016: The Crown als Gilperson
- 2016: Degrassi: Die nächste Klasse als Hunter Hollingsworth
- 2016: Easy als Alex Dragicevich
- 2016: Gilmore Girls: Ein neues Jahr als Damon
- 2016: Die Zeitfälscherin als Dixie
- 2016: Kulipari – Die Frosch-Armee als Thuma
- 2016: Küss ihn, nicht mich! als Nozomu Nanashima
- 2016: Magi: Adventure of Sinbad als Yunan
- 2016: Pokémon-Generationen als Blau Eich
- 2016: Trepalium – Stadt ohne Namen als Noah
- 2016: Die Welt der Winx als Naoki
- 2016–2020: You Me Her als Gabriel
- 2016–2017: Lady Dynamite als Jeremy
- 2016–2018: School of Rock als Freddy
- Seit 2017: PAW Patrol als Chase
- 2017–2023: Boruto: Naruto Next Generations als Doushu Goetsu
- Seit 2017: Der Zauberschulbus als Carlos Ramon
- 2017: Welcome to the Ballroom als Tatara Fujita
- 2017: Glitter Force Doki Doki als Jonathan
- 2017: Tsuki ga Kirei als Roman Yamashina
- 2017: Bellevue als Danny Debessage
- 2017: Justice League Action Shorts als Atom
- 2017: Der Ponysitter-Club als Ethan
- 2017: Superstition als Arlo Hastings
- 2017: Stretch Armstrong und die Flex Fighters als Nathan Park / Wingspan
- 2017–2018: Ich bin Frankie als Cole Reyes
- 2017–2018: The Ancient Magus’ Bride als Tory Innis
- Seit 2018: Polly Pocket als Pierce Pocket
- 2018: Robozuna als Zeve
- Yunas Geisterhaus als Kogarashi Fuyuzora
- 2018: Käpt’n Flinn und die Dino-Piraten als Tom
- 2018: Back Street Girls als Kimura
- 2018: Titans als Nuclear Biff
- 2018: Baumhausdetektive  als Toby
- 2018: Club der magischen Dinge als Darra
- 2018: Hilda als Trevor
- 2018: Hinamatsuri als Sabu
- 2018–2019: Spy Kids – Auf wichtiger Mission als P.S.I.
- 2018–2019: Total Dreamer – Träume werden wahr als Jonatan Castro
- 2018–2019: Lama Lama als Lama Lama
- 2018–2020: The Hollow als Adam
- Seit 2019:  YooHoo: Retter in der Not als Lemmee
- 2019–2022: Das ist Pony! als Pony
- 2019: Bonding als Vee
- 2019: Sieben kleine Kriminelle als Boaz
- 2019–2020: Bungo Stray Dogs als Wachtmeister Sugimoto
- Seit 2020: Atchoo! als Billy Decoder
- Seit 2020: Alice in Borderland als Ryōhei Arisu
- 2020: Deputy – Einsatz Los Angeles als Kaito Hamanaka
- 2021: Verschlungene Wege als Marco Resco
- 2021: Blue Period als Yatora Yaguchi

Videospiele
•  House of Ashes: Jason Kolchek 
- Resident Evil 3 als Martin Sandwich
- Trine 4: The Nightmare Prince als Prinz Selius
- Wolfenstein: Youngblood als Fabrice
- Final Fantasy XVI als Joshua Rosfield
- League of Legends als Hwei
- Die Abenteuer von Lily & Leo als Leo

## Hörbücher (Auswahl)
- 2019: Karl Olsberg: Boy in a Dead End (Audible exklusiv, mit Caroline Werner)
- 2019: Sarina Bowen: Solange wir schweigen, Audible-Verlag (The Ivy Years 3, mit Tim Gössler)
- 2022: Anabelle Stehl: Worlds Collide, Worlds 1, Lübbe Audio, mit Chantal Busse, ISBN 978-3-96635-201-7
- 2023: Maren Vivien Haase: Belladaire Academy of Athletes - Liars, Random House Audio, ISBN 978-3-8371-6583-8 (Belladaire Academy 1, mit Leonie Landa)
- 2025: Rabia Doğan: Leaving Was The Hardest Part, Hörbuch Hamburg, ISBN 978-3-8449-3617-9 (Hardest Part, Titel 3, Mit Demet Fey)